# 182e division d'infanterie d'Afrique
Pour les articles homonymes, voir 182e division.
La 182e division d'infanterie d'Afrique (182e DIA) est une grande unité de l'Armée de terre française formée en Algérie pendant la période coloniale française au début de la Seconde Guerre mondiale.

## Historique
La division est créée en septembre 1939 dans le département d'Oran. Il s'agit d'une division dite de protection, inadaptée pour des opérations offensives. Restée dans ce département comme unité de souveraineté, elle est dissoute en juillet 1940, sans avoir combattu.

## Composition
- Infanterie :
  - 22e régiment de zouaves, mobilisé fin août 1939 à Oran, passe en décembre à la 180e DIA[5],[6]
  - IVe bataillon du 13e régiment de tirailleurs sénégalais, en remplacement du 22e RZ[6]
  - IVe bataillon du 1er régiment de tirailleurs algériens[1]
  - 1er régiment étranger d'infanterie[7],[8]
- Artillerie : 386e régiment d'artillerie d'Afrique puis groupe autonome d'artillerie 182
  - Le 386e régiment d'artillerie d'Afrique (386e RAA) est créé à deux groupes début septembre 1939 à Oran. En novembre 1939, un des groupes devient le IIe groupe du 380e régiment d'artillerie portée et l'autre groupe forme en décembre[9] le groupe autonome d'artillerie 182[7],[8].
- Cavalerie :
  - 182e groupe de reconnaissance de division d'infanterie, formé le 1er mars 1940 sur le type outremer réduit, il s'agit de l'ancien groupement autonome motorisé du 2e régiment de chasseurs d'Afrique[10], comptant quelques automitrailleuses White TBC[3]
  - un escadron (à cheval) du 2e régiment de spahis algériens[7]

## Sources et bibliographie
1. 1 2  Éric de Fleurian, « Deuxième guerre mondiale, campagne de France 1939-1940 : participation des régiments de tirailleurs », sur les-tirailleurs.fr, 8 mars 2016 (consulté le 13 décembre 2023)
2. ↑  Louis-Christian Michelet, « Pouvait-on Réellement, En Juin 1940, Continuer La Guerre En Afrique Du Nord? », Guerres mondiales et conflits contemporains, no 174,‎ 1994, p. 143–160 (ISSN 0984-2292, lire en ligne, consulté le 13 décembre 2023)
3. 1 2  Jacques Belle, La défaite française, un désastre évitable: Le 16 juin 1940, non à l'armistice!, Economica, 2007 (ISBN 978-2-7178-5693-4, lire en ligne), p. 16, 29 & 301
4. ↑  Jacques Sicard, « L'artillerie d'Afrique et ses insignes, 1re partie », Militaria Magazine, no 166,‎ mai 1995, p. 50-57
5. ↑  Éric de Fleurian, « 22e régiment de zouaves », sur les-tirailleurs.fr (consulté le 13 décembre 2023)
6. 1 2  « Les troupes d'Afrique dans la guerre 39-40 », Historama, no HS 10 « Les Africains 1820-1960 »,‎ 1970
7. 1 2 3  André Truchet, L'armistice de 1940 et l'Afrique du Nord, Paris, Presses universitaires de France, 1955, 424 p. (lire en ligne), p. 370
8. 1 2  (en) Ian Summer et François Vauvillier, The French Army, 1939-45 (1), Osprey Military, coll. « Men-at-arms » (no 315), 1998 (ISBN 1-85532-666-3, 978-1-85532-666-8 et 1-85532-707-4, OCLC 49674512), p. 9
9. ↑  Jacques Sicard, « L'artillerie d'Afrique et ses insignes, 1re partie », Militaria Magazine, no 166,‎ mai 1995, p. 50-57
10. ↑  « Historique du 182e GRDI », sur grca.free.fr (consulté le 13 décembre 2023)